# Jim Hines
James Ray Hines (Dumas, 10 de septiembre de 1946-3 de junio de 2023), conocido como Jim Hines, fue un atleta estadounidense que poseyó el récord mundial de los 100 metros lisos durante quince años.

## Carrera deportiva
Fue jugador de béisbol en su juventud, hasta que un entrenador de atletismo descubrió su talento para correr y se convirtió en velocista. En el campeonato nacional americano de 1968, en Sacramento, Hines fue el primer hombre en romper la barrera de los diez segundos en la prueba de 100 metros lisos, parando el reloj en 9,9 segundos (cronómetro manual).
Un par de meses después, en las olimpiadas, Hines, un atleta negro, se encontró en una tensa situación debido a las manifestaciones racistas de su país que amenazaban con un boicot a los atletas negros del equipo de Estados Unidos. Hines alcanzó la final de los 100 metros y la ganó. Hubo controversia acerca del tiempo exacto, pero finalmente su tiempo de 9,95 fue reconocido como nuevo récord mundial (cronómetro electrónico, y además más rápido que en su anterior marca). Hines ayudó a romper otro récord mundial junto a sus compañeros en la prueba de 4 x 100 metros, en la cual también se adjudicó la medalla de oro de aquellas olimpiadas.
Tras estos sucesos, Hines firmó para los equipos Miami Dolphins y Kansas City Chiefs de la National Football League.
El récord de Hines se mantuvo imbatido durante un período excepcionalmente largo de tiempo, hasta que Calvin Smith marcó un tiempo de 9,93 en 1983.

## Muerte
Jim Hines falleció el 3 de junio de 2023, a los 76 años.